# Kevin Williamson
Kevin Meade Williamson, född 14 mars 1965 i New Bern, North Carolina, är en amerikansk manusförfattare. Williamson är mest känd för att ha skrivit manus till Scream-filmerna, Jag vet vad du gjorde förra sommaren och Faculty. Han har även skrivit manus till TV-serier som Dawsons Creek och The Vampire Diaries.
I mars 2024 kunde man meddela, att Williamson skulle regissera den sjunde Scream-filmen Scream 7, samtidigt som skådespelerskan Neve Campbell kunde meddela, att hon skulle komma tillbaka i rollen som Sidney Prescott, till just den sjunde filmen. Han ersätter därmed den tidigare valda regissören, tillika vännen och kollegan, Christopher Landon, som valde att hoppa av hela projektet, i december 2023.

## Filmografi (urval)
- 1996 – Scream
- 1997 – Jag vet vad du gjorde förra sommaren
- 1997 – Scream 2
- 1998 – Alla helgons blodiga natt – 20 år senare
- 1998 – Faculty
- 1999 – Killing Mrs. Tingle
- 2000 – Scream 3
- 2005 – Cursed
- 2005 – Venom
- 2011 – Scream 4
- 2022 – Sick
- 2026 – Scream 7

## TV
- 1998–2003 – Dawsons Creek
- 1999 – Wasteland
- 2002 – Glory Days
- 2007 – Hidden Palms
- 2009 – The Vampire Diaries
- 2011–2012 – The Secret Circle
- 2013 – The Following
- 2014 – Stalker
- 2025 – The Waterfront